# Toni Zenz
Toni Zenz (Ehrenfeld (Keulen), 7 juni 1915 - 18 maart 2014) was een Duitse beeldhouwer.
Zenz werd geboren in een arbeidersgezin en was het derde van vijf kinderen. Hij volgde een opleiding houtbewerking in het technisch onderwijs. Daarnaast volgde hij cursussen beeldhouwen en ook bijbel- en liturgiecursussen in de Abdij van Maria Laach. Zenz specialiseerde zich in toegepaste kunst voor nieuwgebouwde kerken. Vanaf 1952 maakte hij ook vrij werk, dat meestal ook religieus was geïnspireerd. Daarnaast maakte hij ook enkele zelfportretten.
Zenz werkte vooral in brons. Zijn werk sluit aan bij het expressionisme van het interbellum en is verwant aan het werk van Ernst Barlach.
Bekende werken van Toni Zenz zijn de gebeeldhouwde bronzen poort van de Sint-Kunibertkerk in Keulen en het vrije werk Der Hörende.

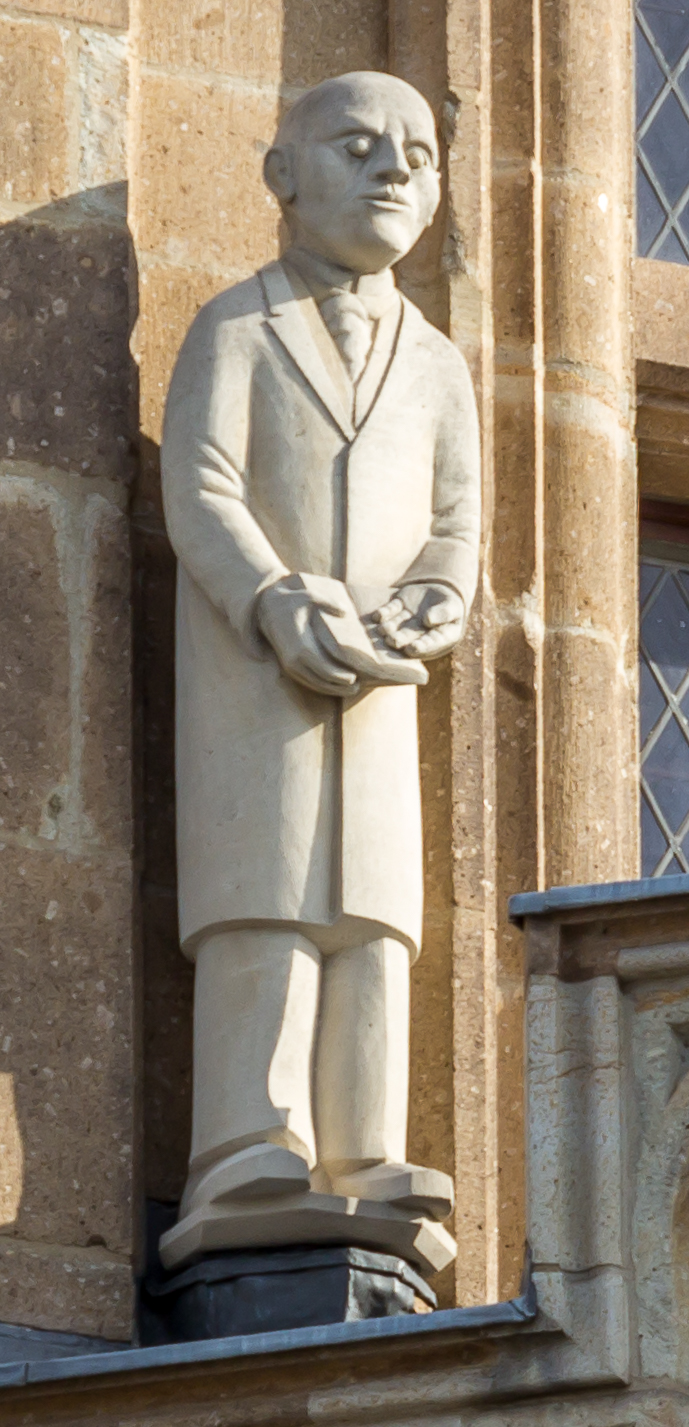
Beeld van Benedikt Schmittmann op de toren van het Rathaus (Keulen)
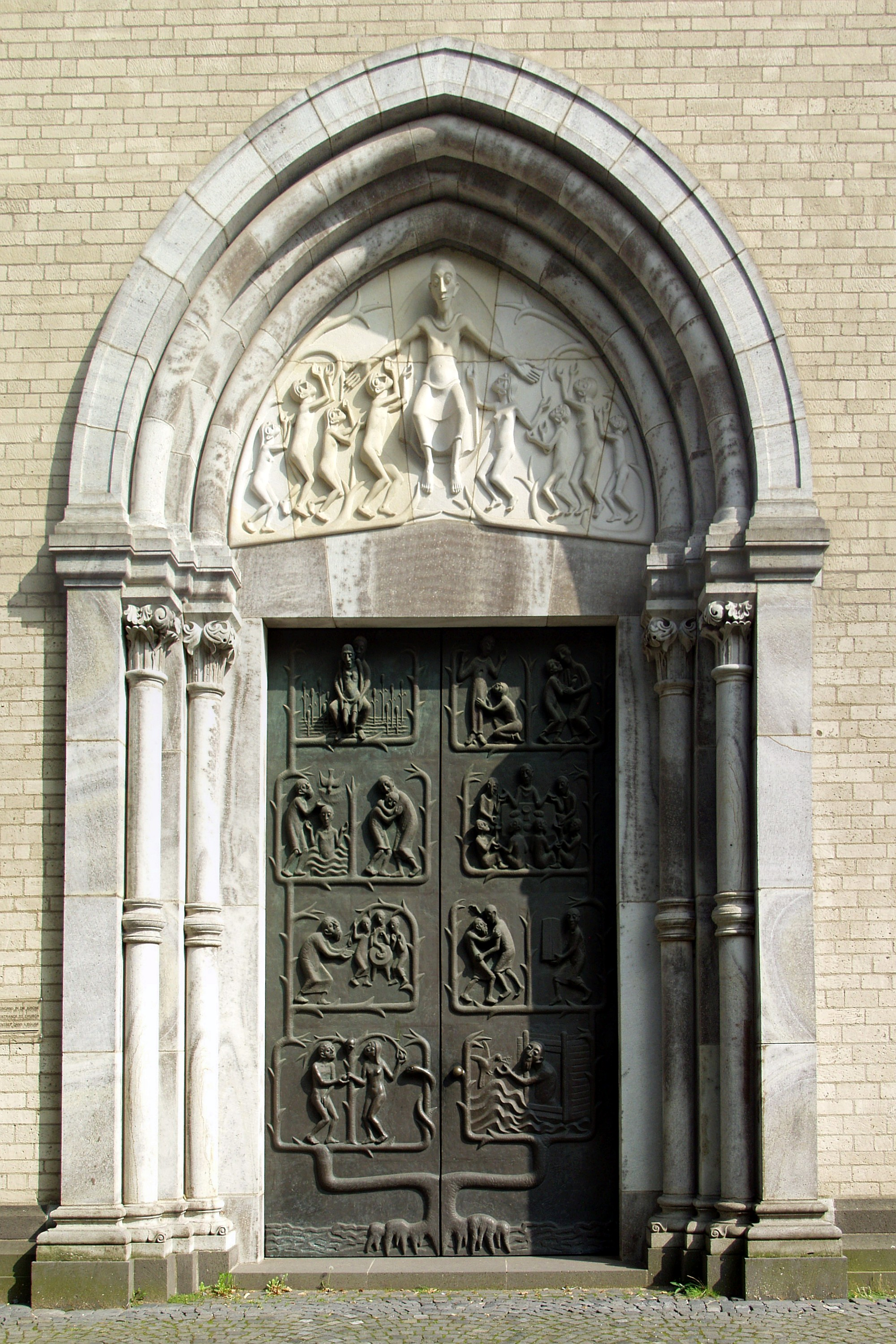
Bronzen poort van de Sint-Kunibertkerk (Keulen)
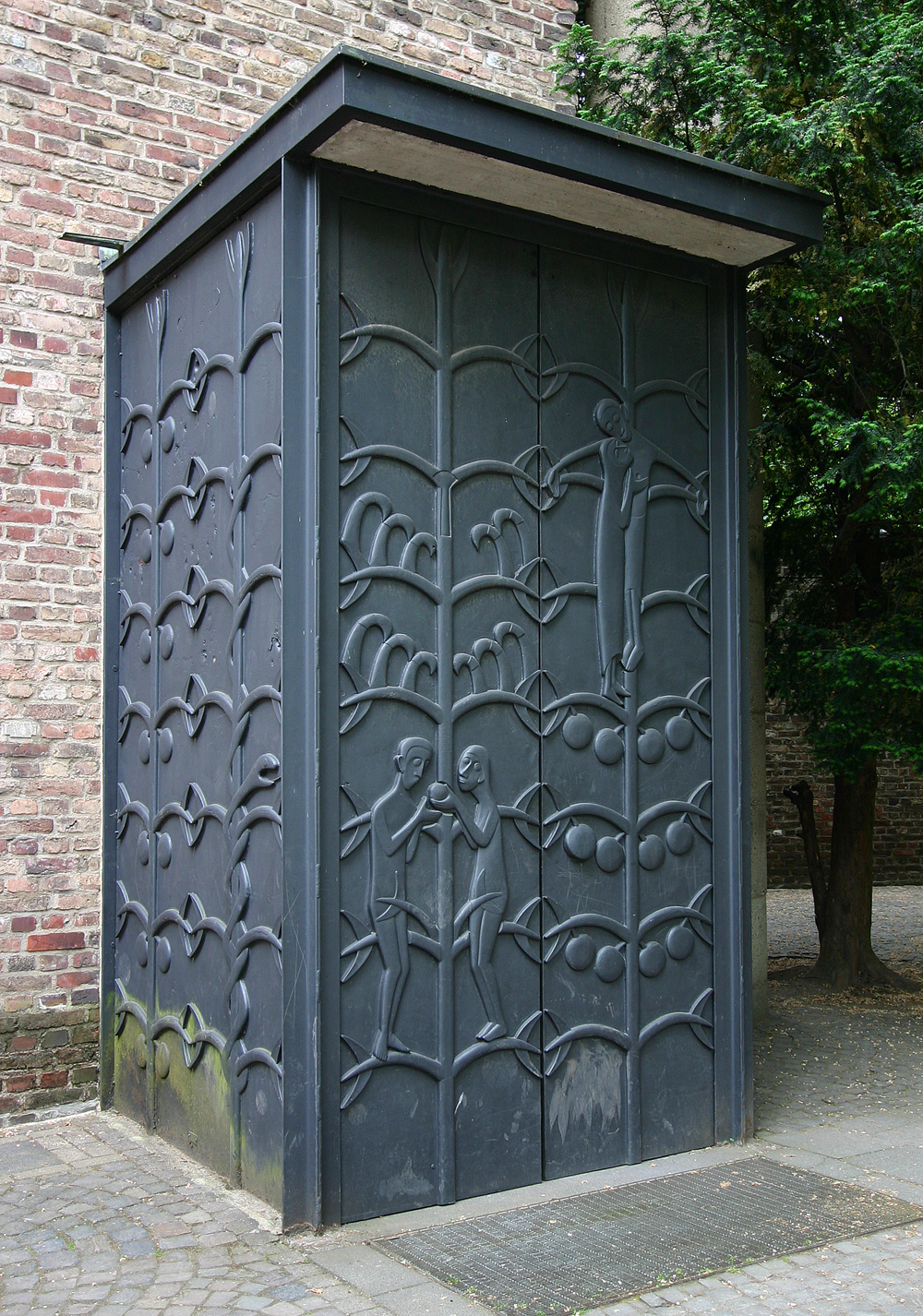
Ingangsportaal van de Nieuwe Sint-Albanuskerk (Keulen)

## Tentoonstellingen
In 2023 organiseerde de Maurits Sabbebibliotheek in Leuven een overzichtstentoonstelling van het werk van Zenz (Toni Zenz. Bijbel in beeld).